# کمالیه (ری)
کمالیه یک روستا در ایران است که در بخش فشاپویه شهرستان ری در استان تهران واقع شده‌است. کمالیه ۵۲ نفر جمعیت دارد.

## جمعیت
این روستا در دهستان حسن‌آباد قرار دارد و براساس سرشماری مرکز آمار ایران در سال ۱۳۸۵، جمعیت آن ۵۲ نفر (۱۰ خانوار) بوده‌است.